# Polygonum snijmaniae
Polygonum snijmaniae är en slideväxtart som beskrevs av Santiago Ortiz Núñez. Polygonum snijmaniae ingår i släktet trampörter, och familjen slideväxter. Inga underarter finns listade i Catalogue of Life.